# سیارک ۲۲۵۴۰
سیارک ۲۲۵۴۰ (به انگلیسی: 22540 Mork، نامگذاری:1998FZ67) بیست و دو هزار و پانصد و چهلمین سیارک کشف شده‌است که در ۲۰ مارس ۱۹۹۸ کشف شد.
قدر مطلق سیارک برابر ۱۹.۵ است.